# بالیاوانیچ
بالیاوانیچ (به انگلیسی: Balivanich) یک روستا در بریتانیا است که در هبریدهای بیرونی واقع شده‌است.